# Hoshi no Kirby - Yume no Izumi no monogatari
Hoshi no Kirby - Yume no Izumi no monogatari (星のカービィ夢の泉の物語?, Hoshi no Kirby Yume no Izumi no monogatari, lett. "Kirby delle Stelle: la storia della fontana dei sogni") è un album contenente la colonna sonora ufficiale di Kirby's Adventure. Il nome dell'album è identico al nome giapponese del gioco stesso. È stata la prima colonna sonora pubblicata per la serie Kirby e si compone di 29 brani della colonna sonora a 8 bit del gioco, oltre a otto brani vocali originali, per un totale di 37 tracce.
Le prime 8 tracce sono canzoni vocali eseguite da Mako Miyata, con il sottofondo realizzato dalla Star Rod Magical Orchestra e dal Dedede Chorus Corps. I brani stati arrangiati da Takashi Takaomi, sulla base di composizioni di Hirokazu Ando e Jun Ishikawa. I testi sono stati composti da Masumi Yanagawa.
L'album è stato pubblicato il 21 luglio 1994, sotto l'etichetta Sony Records e pubblicata da Sony Music Entertainment. L'album fornisce i nomi ufficiali per molte delle tracce audio della colonna sonora di Kirby's Adventure, sebbene molte di esse siano state successivamente rinominate.

## Tracce
1. Mako Miyata – Kirby of the Stars – 3:52 (testo: Masumi Yanagawa – musica: Hirokazu Ando)
2. Mako Miyata – Kirakira March – 3:19 (testo: Masumi Yanagawa – musica: Jun Ishikawa)
3. Mako Miyata – Kirby Medley – 3:35 (testo: Masumi Yanagawa – musica: Hirokazu Ando)
4. Mako Miyata – DREAM ☆ DREAM – 3:23 (testo: Masumi Yanagawa – musica: Hirokazu Ando)
5. Mako Miyata – Make a Cocktail – 3:36 (testo: Masumi Yanagawa – musica: Hirokazu Ando)
6. Mako Miyata – Eternal Keynote – 3:45 (testo: Masumi Yanagawa – musica: Hirokazu Ando)
7. Mako Miyata – Starlight Adventure – 3:14 (testo: Masumi Yanagawa – musica: Hirokazu Ando)
8. Mako Miyata – Good Night Kirby – 4:06 (testo: Masumi Yanagawa – musica: Hirokazu Ando)
9. Title Screen / Demo – 0:41 (musica: Hirokazu Ando)
10. Drawing Song – 0:08
11. Plains Level – 0:40 (musica: Hirokazu Ando)
12. Invincibility – 0:17 (musica: Hirokazu Ando)
13. Level Map Select of LEVEL 1 – 0:37 (musica: Hirokazu Ando)
14. Underground Level – 1:01 (musica: Hirokazu Ando)
15. Boss – 0:44 (musica: Hirokazu Ando)
16. Level Cleared Dance – 0:07 (musica: Hirokazu Ando)
17. Sea & Ship Level – 1:09 (musica: Hirokazu Ando)
18. Level Map Select of LEVEL 2 – 0:27 (musica: Hirokazu Ando)
19. Museum & Star Station – 0:28 (musica: Hirokazu Ando)
20. Castle Level – 1:00 (musica: Hirokazu Ando)
21. Forest Level – 1:04 (musica: Hirokazu Ando)
22. Level Map Select of LEVEL 3 – 0:23
23. Cloud Level – 0:50 (musica: Hirokazu Ando)
24. Crane Fever (Bonus Level) – 1:11 (musica: Hirokazu Ando)
25. Level Map Select of LEVEL 4 – 0:35 (musica: Hirokazu Ando)
26. Mountain Level – 1:29 (musica: Hirokazu Ando)
27. Egg Bonus Level – 0:36 (musica: Hirokazu Ando)
28. Level Map Select of LEVEL 5 – 0:20 (musica: Hirokazu Ando)
29. Underwater Level – 1:00 (musica: Hirokazu Ando)
30. Level Map Select of LEVEL 6 – 0:39 (musica: Hirokazu Ando)
31. Dream & Cold Region Level – 0:59 (musica: Hirokazu Ando)
32. Level Map Select of LEVEL 7 – 0:30 (musica: Hirokazu Ando)
33. Black & White (Game Boy) Plains Level – 0:58 (musica: Jun Ishikawa)
34. Beginning of Level 8 – 0:25 (musica: Hirokazu Ando)
35. Final Boss – 1:12 (musica: Hirokazu Ando)
36. Ending Demo – 1:24 (musica: Hirokazu Ando)
37. Game Over – 0:05 (musica: Hirokazu Ando)

Durata totale: 49:49